# Juan Tribuna
Francisco García Montes, conocido por su seudónimo Juan Tribuna (Sevilla, 23 de marzo de 1926-Sevilla, 6 de febrero de 2017) fue un periodista deportivo histórico sevillano. Trabajó gran parte de su vida en Radio Sevilla (parte de la Cadena SER), donde fue uno de los pioneros de Carrusel Deportivo, así como jefe de prensa de la Federación Andaluza de Fútbol. Fue presidente honorífico de la Asociación de la Prensa Deportiva de Sevilla, de la cual fue presidente durante más de 25 años. 

## Vida personal
Trianero desde la cuna, nació en la calle Pureza de este barrio, al que permaneció vinculado toda su vida, hasta su muerte. Estudió en la Escuela de Peritos Industriales de Sevilla. aunque acabaría haciendo periodismo deportivo para siempre. De su matrimonio tuvo 11 hijos, de los cuales uno, Juan Ignacio, heredó su oficio y su seudónimo

## Trayectoria
Su trayectoria periodística comenzó en 1949 con colaboraciones en el diario vespertino Sevilla y en el 1950 en El Correo de Andalucía, Poco después pasaría a la radio, donde comenzó a dar crónicas deportivas en Radio Sevilla. De ese modo coincidió con la creación de Carrusel Deportivo en 1952 donde fue una de las voces pioneras. Una de sus creaciones fue el «Dialoguillo del Tío Pepe y su sobrino», programa que perduró tres décadas con colaboradores como Pepe da Rosa, en el que dos aficionados, un tío y su sobrino, cada uno representando a un aficionado del Sevilla y el otro del Betis, discutían sobre ambos equipos en clave costumbrista.
Ascendido a director de Radio Sevilla tras el fallecimiento de Manuel Alonso Vicedo, permaneció en el puesto durante muchos años después. Fue el primer presidente tanto de la Federación de Periodistas Deportivos de Andalucía como de la Asociación de Periodistas Deportivos de Sevilla. Siguió colaborando en diversos programas de Canal Sur Radio y Onda Cero hasta 2006, en cuyo verano su salud le impidió continuar

## Legado
La Real Federación Andaluza de Fútbol dio su nombre a un premio periodístico en su honor. Asimismo, Sevilla le dedicó una calle llamada Periodista Juan Tribuna.

## Obras
- La radio o la vida. Madrid, RD Editores, 2003.

### Sobre él
- Tribuna Independiente. La Voz del Deporte. Juan Ignacio García Conde, Kronos Ediciones, 2015.